# Fred A. Hartley Jr.
Frederick Allan Hartley Jr. (ur. 22 lutego 1902 w Harrison, zm. 11 maja 1969 w Linwood) – amerykański polityk, członek Partii Republikańskiej.

## Działalność polityczna
W okresie od 4 marca 1929 do 3 marca 1933 przez dwie kadencje był przedstawicielem 8. okręgu, a następnie do 3 stycznia 1949 przez osiem kadencji przedstawicielem 10. okręgu wyborczego w stanie New Jersey w Izbie Reprezentantów Stanów Zjednoczonych.